# Erik Valnes
Erik Valnes (Tromsø, 19 aprile 1996) è un fondista norvegese, campione olimpico nella sprint a squadre a Pechino 2022.

## Biografia
Valnes, attivo in gare FIS dal gennaio del 2013, in Coppa del Mondo ha esordito il 2 dicembre 2017 a Lillehammer (27º), ha ottenuto il primo podio il 12 gennaio 2019 a Dresda (3º) e la prima vittoria il giorno successivo nella medesima località. Ai Mondiali di Oberstdorf 2021, sua prima presenza iridata, ha vinto la medaglia d'oro nella sprint a squadre e quella d'argento nella sprint individuale; l'anno dopo ai XXIV Giochi olimpici invernali di Pechino 2022, suo esordio olimpico, ha vinto la medaglia d'oro nella sprint a squadre e si è classificato 15º nella 15 km e 11º nella sprint. Ai Mondiali di Planica 2023 si è piazzato 11º nella sprint, mentre ai successivi Mondiali di Trondheim 2025 ha vinto la medaglia d'oro nella sprint a squadre e nella staffetta e quella d'argento nella 10 km.

## Palmarès

### Olimpiadi
- 1 medaglia:
  - 1 oro (sprint a squadre a Pechino 2022)

### Mondiali
- 5 medaglie:
  - 3 ori (sprint a squadre a Oberstdorf 2021; sprint a squadre, staffetta a Trondheim 2025)
  - 2 argenti (sprint a Oberstdorf 2021; 10 km a Trondheim 2025)

### Coppa del Mondo
- Miglior piazzamento in classifica generale: 3º nel 2024
- 26 podi (21 individuali, 6 a squadre)
  - 10 vittorie (4 individuali, 6 a squadre)
  - 7 secondi posti (individuali)
  - 10 terzi posti (individuali)

#### Coppa del Mondo - vittorie
| Data             | Località    | Nazione   | Spec.                                                                        |
| ---------------- | ----------- | --------- | ---------------------------------------------------------------------------- |
| 13 gennaio 2019  | Dresda      | Germania  | TS TL (con Sindre Bjørnestad Skar)                                           |
| 22 dicembre 2019 | Planica     | Slovenia  | TS TL (con Sindre Bjørnestad Skar)                                           |
| 5 dicembre 2021  | Lillehammer | Norvegia  | 4x7,5 km (con Emil Iversen, Simen Hegstad Krüger e Johannes Høsflot Klæbo)   |
| 24 marzo 2023    | Lahti       | Finlandia | TS TL (con Johannes Høsflot Klæbo)                                           |
| 24 novembre 2023 | Kuusamo     | Finlandia | SP TC                                                                        |
| 19 gennaio 2024  | Oberhof     | Germania  | SP TC                                                                        |
| 20 gennaio 2024  | Oberhof     | Germania  | 20 km TC MS                                                                  |
| 21 gennaio 2024  | Oberhof     | Germania  | 4x7,5 km (con Martin Løwstrøm Nyenget, Pål Golberg e Johannes Høsflot Klæbo) |
| 31 gennaio 2025  | Cogne       | Italia    | TS TC (con Even Northug)                                                     |
| 1º febbraio 2025 | Cogne       | Italia    | SP TC                                                                        |

Legenda:

TC = tecnica classica

TL = tecnica libera

SP = sprint

TS = sprint a squadre

MS = partenza in linea

#### Coppa del Mondo - competizioni intermedie
- 7 podi di tappa:
  - 2 vittorie
  - 4 secondi posti
  - 1 terzo posto

##### Coppa del Mondo - vittorie di tappa
| Data             | Località      | Nazione   | Competizione | Specialità  |
| ---------------- | ------------- | --------- | ------------ | ----------- |
| 27 novembre 2020 | Kuusamo       | Finlandia | Ruka Triple  | SP TC       |
| 6 gennaio 2024   | Val di Fiemme | Italia    | Tour de Ski  | 15 km TC MS |

Legenda:

TC = tecnica classica

SP = sprint

MS = partenza in linea